# MÁV If
Die MÁV If war eine Schnellzug-Schlepptenderlokomotivreihe der Ungarischen Staatsbahn MÁV.
Zum Vergleich mit der Verbundvariante Reihe MÁV Ie ließ die MÁV 1891 in Budapest auch zwei Nassdampf-Zwillingslokomotiven bauen.
Da die Verbundmaschinen eindeutig bessere Resultate erbrachten, wurden keine weiteren Zwillingsloks gebaut, sondern die Verbundmaschinen weiter beschafft.
Im ersten MÁV-Bezeichnungsschema erhielten die beiden Zwillingslokomotiven die Nummern 737–738.
Im zweiten Schema ab 1891 wurden sie als Kategorie If mit den Nummern 501–502 geführt.
Im ab 1911 gültigen dritten Schema erhielten sie die Bezeichnung 222,094–095.